# Гільдерс
Гільдерс (нім. Hilders) — сільська громада в Німеччині, знаходиться в землі Гессен. Підпорядковується адміністративному округу Кассель. Входить до складу району Фульда.
Площа — 70,38 км2. Населення становить 4632 ос. (станом на 31 грудня 2020).